# 蒂阿陶·蒂安纳吉
蒂阿陶·蒂安纳吉（Teatao Teannaki，1936年—2016年10月11日），基里巴斯政治人物，第2任基里巴斯总统兼外交部长。

## 生平
蒂阿陶·蒂安纳吉高中毕业后进入合作部从事审计工作。1972年，前往英国进修管理课程。1974年，当选阿拜昂环礁议员。自1976年起，先后担任过教育、培训和文化部长，内务和行政部长及财政和经济计划部长。1979年，作为总统耶雷米亚·塔巴伊的搭档，成为基里巴斯首任副总统。1991年5月，蒂安纳吉当选议员。7月，当选基里巴斯第2任总统，并兼任外交部长。1994年，蒂安纳吉竞选连任失败。此后一直担任国家进步党主席。
2016年10月11日，蒂安纳吉因心脏病去世，享年80岁。